# Karl Hölkeskamp
Karl Hölkeskamp (* 17. Oktober 1882 in Lütgendortmund; † 11. Mai 1954 in Bad Tölz) war ein deutscher Politiker (SPD) und Kommunalbeamter der Stadt Herne.
Aus einfachen Verhältnissen stammend wurde Hölkeskamp nach dem Besuch der Schule zunächst Bergmann. Schon früh gewerkschaftlich interessiert (Mitglied im Bergarbeiterverband) trat er im Jahre 1900 mit 18 Jahren in die SPD ein. 1913 kam Hölkeskamp nach Herne, um die Leitung der dortigen Volksblatt-Redaktion und die Parteiorganisation zu übernehmen. Bis zum 31. Mai 1919 blieb er Parteisekretär des SPD Unterbezirkes Herne, später Vorsitzender der SPD im Unterbezirk Bochum. Während des Ersten Weltkriegs Mitglied des Stadtrats von Herne MSPD nahm er an der Novemberrevolution 1918 aktiv teil. Am 9. November war er einer der beiden Hauptredner der Volksversammlung und übernahm am 10. November den Vorsitz des Herner Arbeiter- und Soldatenrats der bis Oktober 1919 bestand. 
In den nächsten Jahren als besoldeter Beigeordneter (Wohlfahrtsdezernent) des Magistrates der Stadt Herne tätig, widmete er sich hauptsächlich der Not leidenden Arbeiterschaft der Stadt. Unter seiner Regie entstanden mehrere Kinderheime, ein Freibad – genannt Sommerbad – und ein städtisches Altenheim.
Zum Ende seiner zwölfjährigen Amtszeit zum 1. Juni 1931 wurde eine Vertragsverlängerung durch die kommunistische Mehrheit im Stadtrat, gegen die Einwände des Magistrats und der Fraktionen von SPD und Zentrum, verhindert.
1933 durch die NS-Machthaber verhaftet und zu drei Monaten Gefängnis verurteilt, wurde eine weitere Beschäftigung in seinem Wirkungsbereich während der Zeit des Nationalsozialismus unmöglich. 
Sofort nach dem Ende des Zweiten Weltkrieges am 1. Juni 1945 zum Zweiten Bürgermeister bzw. Stadtdirektor ernannt, widmete er sich wiederum dem Fürsorge- und Ernährungswesen. Im November 1946 erläuterte er vor dem Stadtparlament seine Sicht zur Ernährungslage der Herner Bevölkerung, welche seiner Meinung nach „theoretisch tot“ sein müsse. Am 30. Juni 1948 schied er altersbedingt aus dem aktiven Dienst aus. Vom 12. Februar 1951 bis zu seinem Tod war er als gewählter Stadtverordneter der SPD im Rat der Stadt Herne weiterhin präsent.
Schon kurz nach dem Krieg gründete Hölkeskamp mit anderen ehemaligen Samaritern den ASB-Ortsverband Herne e.V. in Liquidation, dessen einziger Zweck die Rückerstattung des durch die NS-Machthaber entzogenen Besitzes war. Nach jahrelangen Verhandlungen, die mit einem Vergleich endeten, löste sich der Verein 1950 auf und stellte den zugesprochenen Betrag der Arbeiterwohlfahrt für Maßnahmen in der Alten- und Kinderbetreuung zur Verfügung.
Der Nachlass von Karl Hölkeskamp wird im Herner Stadtarchiv aufbewahrt.

## Ehrungen
- 17. Oktober 1952: Verleihung der großen Stadtplakette der Stadt Herne
- 11. Mai 1964: Benennung der neuen zusammenhängenden Umgehungsstraße im Herner Süd-Osten als „Hölkeskampring“
- Benennung des Hauses und des Betreibers der AWO in Herne als „Karl-Hölkeskamp-Haus“